# Cravagliana
Cravagliana (piemontiul: Cravajan-a) település Olaszországban, Vercelli megyében. Lakosainak száma 256 fő (2023. január 1.). Cravagliana Balmuccia, Cervatto, Fobello, Rossa, Valstrona, Varallo Sesia, Vocca és Rimella községekkel határos.

## Népesség
A település népességének változása:
| Lakosok száma | 254  | 250  | 256  |
|               | 2017 | 2018 | 2023 |